# Canzone del 22 giugno
La Canzone del 22 giugno è un canto popolare sovietico nato durante la seconda guerra mondiale, che racconta dell'invasione tedesca dell'Unione Sovietica, l'operazione Barbarossa, iniziata il 22 giugno 1941. La canzone è basata sulla musica di Il fazzoletto blu ("Синий платочек"), un valzer composto prima della guerra da Jerzy Petersburski.

## Testo
| Russo | Traslitterazione | Italiano |
| --- | --- | --- |
| Двадцать второго июня, Ровно в четыре часа Киев бомбили, нам объявили Что началася война. Война началась на рассвете Чтоб больше народу убить. Спали родители, спали их дети Когда стали Киев бомбить. Врагов шли большие лавины, Их не было сил удержать, Как в земли вступили родной Украины То стали людей убивать. За землю родной Батькивщины Поднялся украинский народ. На бой уходили все -все мужчины, Сжигая свой дом и завод. Рвалися снаряды и мины, Танки гремели броней, Ястребы красны в небе кружили, Мчались на запад стрелой. Началася зимняя стужа Были враги близ Москвы, Пушки палили, мины рвалися Немцев терзая в куски. Кончился бой за столицу Бросились немцы бежать Бросили танки, бросили мины, Несколько тысяч солдат. Помните Гансы и Фрицы Скоро настанет тот час Мы вам начешем вшивый затылок, Будете помнить вы нас. | Dvadcat' vtorogo ijunja, Rovno v četyre časa Kiev bombili, nam ob"javili Čto načalasja vojna. Vojna načalas' na rassvete Čtob bol'še narodu ubit'. Spali roditeli, spali ich deti Kogda stali Kiev bombit'. Vragov šli bol'šie laviny, Ich ne bylo sil uderžat', Kak v zemli vstupili rodnoj Ukrainy To stali ljudej ubivat'. Za zemlju rodnoj Bat'kivščiny Podnjalsja ukrainskij narod. Na boj uchodili vse -vse mužčiny, Sžigaja svoj dom i zavod. Rvalisja snarjady i miny, Tanki gremeli bronej, Jastreby krasny v nebe kružili, Mčalis' na zapad streloj. Načalasja zimnjaja stuža Byli vragi bliz Moskvy, Puški palili, miny rvalisja Nemcev terzaja v kuski. Končilsja boj za stolicu Brosilis' nemcy bežat' Brosili tanki, brosili miny, Neskol'ko tysjač soldat. Pomnite Gansy i Fricy Skoro nastanet tot čas My vam načešem všivyj zatylok, Budete pomnit' vy nas. | Il ventidue di Giugno, Esattamente alle 4 del mattino Kiev fu bombardata, ci hanno avvisato Che la guerra era iniziata. La guerra era iniziata all'alba Per poter uccidere più persone. I genitori dormivano, i loro bambini dormivano Quando iniziarono a bombardare Kiev. I nemici erano un'enorme valanga, E non vi erano forze per bloccarli; Come entrarono nelle terre della nativa Ucraina Iniziarono a uccidere gente. Tutto il popolo ucraino sorse Per la cara madrepatria Ucraina. Tutti gli uomini andarono in battaglia, Bruciando la loro casa e lo stabilimento. Missili e bombe vennero esplose, Carri armati strepitarono la loro corazza, I Falconi Rossi volarono nel cielo, E corsero a Ovest come frecce. Venne il gelido inverno I nemici erano vicinissimi a Mosca, Spararono i cannoni, ed esplosero le bombe Riducendo i Tedeschi in pezzi. La battaglia per la capitale era finita I Tedeschi vennero messi in fuga, Abbandonarono carri armati, abbandonarono bombe, Si lasciarono dietro migliaia di soldati. Ricordatevi, Hans e Fritz Presto verrà l'ora Che vi striglieremo la nuca pidocchiosa, E vi ricorderete di noi. |